# Царникава (станция)
Ца́рникава (латыш. Carnikava) — железнодорожная станция в городке Царникава, на электрифицированной линии Земитаны — Скулте. Открыта в 1933 году.

## История
Станция открыта 26 октября 1933 года. Сохранилось здание вокзала 1933–1934 годов постройки, собранное из частей зданий, разобранных вдоль линии Даугавпилс–Ритупе. 

## Описание
Станция расположена на окраине городка Царникава. Имеет 3 рельсовых пути. 1-й путь служит для оборота электропоездов, в маршруте которых станция Царникава является конечной остановкой. На 2-й путь прибывают поезда, следующие в Ригу и на 3-й, следующие в Саулкрасты и Скулте. В границах станции находится железнодорожный мост через реку Гауя. На самом мосту — один рельсовый путь, но сразу за мостом начинается двухпутная линия на Саулкрасты.
Рядом со станцией находится остановка автобусов следующих маршрутов:
- Рига — Царникава — Звейниекциемс
- Рига — Царникава — Адажи
- Царникава — Адажи — Рига

Расстояние от станции Царникава до побережья Рижского залива — 3 км.
Расстояние от станции Царникава до Риги по железной дороге — 30 км.